# My Name Is Earl
My Name Is Earl är en amerikansk situationskomedi från 2005 med Jason Lee i huvudrollen. Serien skapades av Greg Garcia och produceras av amerikanska 20th Century Fox. Serien har vunnit två Emmy Awards-priser för regi och manus.
Första säsongen av My Name Is Earl avslutades 11 maj 2006 i USA och den andra säsongen började 21 september 2006. I Sverige har TV-serien visats på TV3 och sedan 20 april 2007 på TV6.

## Handling
Småskurken Earl Hickey, spelad av Jason Lee, vinner en dag 100 000 dollar på en skraplott men blir omedelbart därefter påkörd av en bil och tappar skraplotten. När han ligger på sjukhuset vill hans fru skilja sig och hela hans liv blir bara värre och värre. Efter att ha sett Last Call with Carson Daly, ett TV-program där Carson Daly säger att framgång är ett resultat från alla bra saker som man gjort för andra människor, börjar han tro på karma. Han upprättar en lista över saker han gjort i sitt liv som skadat andra och börjar söka upp dessa personer och försöker på olika sätt gottgöra dem för att förtjäna pengarna han vunnit. I varje avsnitt gör han bra saker och i gengäld händer bra saker honom. Earl brukar säga "Do Good Things, and Good things happen to you".

## Rollista
- Jason Lee som Earl J. Hickey
- Ethan Suplee som Randy Hickey
- Nadine Velazquez som Catalina
- Jaime Pressly som Joy Turner (flicknamn Darville, tidigare Hickey)
- Eddie Steeples Darnell "Crab Man" Turner (Joys make)

## DVD-utgåvor

### Översikt säsongsutgåvor
| DVD-titel    | Releasedatum      | Releasedatum      | Antal avsnitt | Ytterligare information |
| DVD-titel    | Region 1          | Region 2          | Antal avsnitt | Ytterligare information |
| ------------ | ----------------- | ----------------- | ------------- | --- |
| Season One   | 19 september 2006 | 25 september 2006 | 24            | Samlingen med fyra skivor innehåller alla 24 avsnitten. Bonusmaterial som inkluderas är borttagna scener, kommentarspår på utvalda avsnitt, utvalda feltagningar och ett "mini-avsnittet" karaktärsteckning där Stewie Griffin från Family Guy säger åt Earl att hämnas på alla som gjort honom orätt. |
| Season Two   | 25 september 2007 | 28 januari 2008   | 23            | Samlingen med fyra skivor innehåller alla 23 avsnitten. Bonusmaterial som inkluderas är borttagna scener, kommentarspår på utvalda avsnitt, såväl som annat material. |
| Season Three | 23 september 2008 | 20 oktober 2008   | 22            | Samlingen med fyra skivor innehåller alla 22 avsnitten. Bonusmaterial som feltagningar, kortfilmen "Att skapa karaktärerna" och borttagna scener. |

### Säsong 1 DVD-samling
"Mini-avsnittet" Bad Karma ur säsong ett är en alternativ version av händelserna ur pilotavsnittet, men vad skulle hända om Earl inte hade mött och talat med Carson Daly om karma, istället talat med Stewie Griffin från Family Guy om hämnd.
.
- I Best Buy-butiker kom samlingen inplastad med en miniatyr av Earls flanellskjorta.[6]

### Säsong 2 DVD-samling
- En begränsad utgåva av Säsong 2 DVD-samling på Target och Best Buy.